# Meta Odense Data Center
Meta Odense Data Center er et datacenter i Tietgenbyen ved Odense og en del af Meta-koncernen, som bl.a. ejer Facebook.
Datacentrets grund er ejet af den danske virksomhed Cassin Networks ApS, der er ejet af den irske virksomhed Meta International Operations Limited.
Datacentret ligger tæt ved den Fynske Motorvej og Omformerstation Fraugde.
Datacentret bestod oprindeligt af to serverhaller, som åbnede i september 2019.
I slutningen af 2020 forlød det, at Meta ønskede at udvide datacentret med tre serverhaller mere. Cassin Networks havde da købt et areal på 39 hektar, som bl.a. omfattede to mindre arealer med fredskov, hvor man ville udvide datacentret med 95.000 kvadratmeter.
Arbejdet med opførelse af de tre nye serverhaller blev i december 2022, midt i anlægsarbejdet, reduceret til kun en ny hal, idet Meta hellere ville satse på en anden type datacentre, fokuseret på AI-beregninger.